# Erigone spadix
Erigone spadix är en spindelart som beskrevs av Tord Tamerlan Teodor Thorell 1875. Erigone spadix ingår i släktet Erigone och familjen täckvävarspindlar.
Artens utbredningsområde är Italien. Inga underarter finns listade i Catalogue of Life.